# Odontomyia guianae
Odontomyia guianae är en tvåvingeart som först beskrevs av Lindner 1949.  Odontomyia guianae ingår i släktet Odontomyia och familjen vapenflugor.
Artens utbredningsområde är Guyana. Inga underarter finns listade i Catalogue of Life.